# Gaviaal
De gaviaal (Gavialis gangeticus) is een krokodilachtige die behoort tot de familie gavialen (Gavialidae). Het was lange tijd de enige moderne vertegenwoordiger, tot in 2007 ook de onechte gaviaal (Tomistoma schlegelii) aan de groep werd toegevoegd. Later werd de onechte of valse gaviaal wederom onder de echte krokodillen geplaatst, nog wel in een aparte onderfamilie: Tomistomatinae. De naam 'gaviaal' is afgeleid van het Indische woord 'ghara', wat verbasterd is tot (Engels) Gharial en later tot het Nederlandse gaviaal.
De gaviaal wordt ook wel gangesgaviaal of Indische gaviaal genoemd. Het is een van de grotere soorten krokodilachtigen en kan een totale lichaamslengte tot meer dan zeven meter bereiken, althans de mannetjes -de vrouwtjes blijven aanzienlijk kleiner. De gaviaal valt op door de zeer lange smalle snuit en vele naaldachtige tanden. Van alle krokodilachtigen heeft de gaviaal met 106 tot 110 tanden het grootste aantal. De gaviaal is sterk bedreigd en is bijna uitgestorven. In India zijn de populaties weer wat aangesterkt door de dieren in gevangenschap groot te brengen, maar buiten India zijn de dieren erg zeldzaam. De gaviaal is een sterk op het water aangepaste soort die leeft in rivieren. Op het menu staat vrijwel uitsluitend vis, de bek is hierop speciaal aangepast.

## Naamgeving en taxonomie

Tekening uit Iconographia Zoologica.

De wetenschappelijke naam van de soort werd voor het eerst voorgesteld door Johann Friedrich Gmelin in 1789. Oorspronkelijk werd de naam Lacerta gangetica gebruikt, het geslacht Lacerta wordt tegenwoordig tot de familie echte hagedissen (Lacertidae) gerekend.
De naam 'gaviaal' is afgeleid van het Indische woord 'ghara', wat later verbasterd is tot (Engels) gharial en later tot het Nederlandse gaviaal. Een ghara is een Indiaas woord voor een aardewerken pot die met enige fantasie lijkt op het uitgroeisel op de neus van de volwassen mannetjes van de gaviaal. De soortaanduiding gangeticus betekent vrij vertaald 'van de (rivier) de Ganges'. Een aantal krokodilachtigen worden verdeeld in verschillende ondersoorten, van de gaviaal zijn echter geen ondersoorten bekend.
Lange tijd werd de familie slechts vertegenwoordigd door een enkele soort en dat was de gaviaal. In 2007 werd na onderzoek door R. Willis, L McAliley, E Neeley en L Densmore naar de verwantschappen tussen krokodilachtigen op basis van hun genen vastgesteld dat de onechte gaviaal (Tomistoma schlegelii) sterker verwant is aan de gaviaal dan lange tijd werd aangenomen. De onechte gaviaal komt veel zuidelijker voor dan de gaviaal en leeft in Indonesië. Beide soorten hebben een kenmerkende lange snuit, maar die van de gaviaal is relatief langer dan die van de onechte gaviaal. Tegenwoordig wordt de onechte gaviaal ook tot de gavialen gerekend.
Bekende uitgestorven aanverwanten zijn Rhamphosuchus en de tien meter lange Gavialosuchus. Er zijn daarnaast acht uitgestorven soorten uit het geslacht Gavialis bekend.

## Evolutie

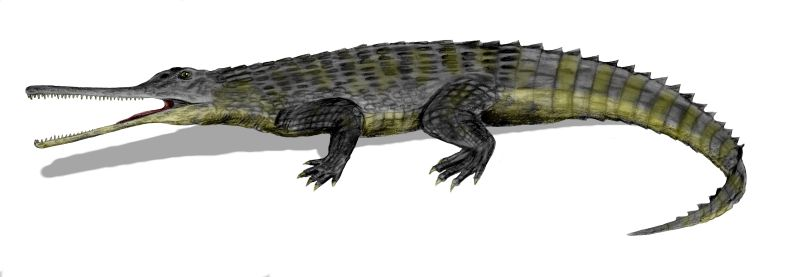
Rutiodon leek op een gaviaal maar is niet verwant.

De gaviaal werd lange tijd beschouwd als een levend fossiel vanwege het feit dat er geen tussenvormen zijn gevonden van gavialen en de andere krokodilachtigen. Van de andere groepen van krokodilachtigen zoals alligators (geslacht Alligator) en de typische krokodillen (geslacht Crocodylus) waren al wel tussenschakels bekend.
De familie van de gavialen was vroeger veel groter, er zijn vele uitgestorven soorten bekend. De vroegste fossielen van vertegenwoordigers van de gavialen zijn ongeveer 20 miljoen jaar oud. Enkele uitgestorven soorten konden bijzonder groot worden en een lichaamslengte bereiken van 17 meter. Ook in delen van Europa kwamen ze lange tijd geleden voor; er zijn fossielen bekend uit het Tertiair. Ook uit delen van Azië zijn dergelijke fossielen bekend. Een voorbeeld van een dergelijke uitgestorven soort is Gavialosuchus, die bekend is uit delen van Noord-Amerika en leefde van het Oligoceen tot het Mioceen. Ook deze soort kwam voor tot in Europa. Tegenwoordig komt geen enkele krokodilachtige meer voor op het Europese continent.
Vanwege de enorm lange bek en de afwijkingen van de schedel ten opzichte van andere krokodillen werd de gaviaal wel toegewezen als de enige vertegenwoordiger van de uitgestorven familie van zeekrokodillen, de Telosauridae. Fossielen van de soort Steneosaurus uit het Jura bijvoorbeeld lijken sterk op het skelet van de gaviaal. Tegenwoordig weten we dat de gaviaal eenzelfde voorouder heeft als de andere moderne krokodillen en dat de verlengde snuit in deze groep vroeger meer voorkwam. Het ontwikkelen van een zeer lange kaak blijkt een vorm van convergente evolutie, dieren die er hetzelfde uitzien hebben de gemeenschappelijke kenmerken niet te danken aan een verwantschap, maar aan het leven in een gelijkende leefomgeving en in dit geval eenzelfde voedselspecialisatie; het vangen van vis. Een voorbeeld van een soort die sterk op een gaviaal lijkt maar dit zeker niet is, is Rutiodon uit het Trias. Deze soort had echter enkele belangrijke verschillen, zo waren de neusgaten vlak voor de ogen gepositioneerd en dit kenmerk komt bij de krokodilachtigen nooit voor.

## Uiterlijke kenmerken

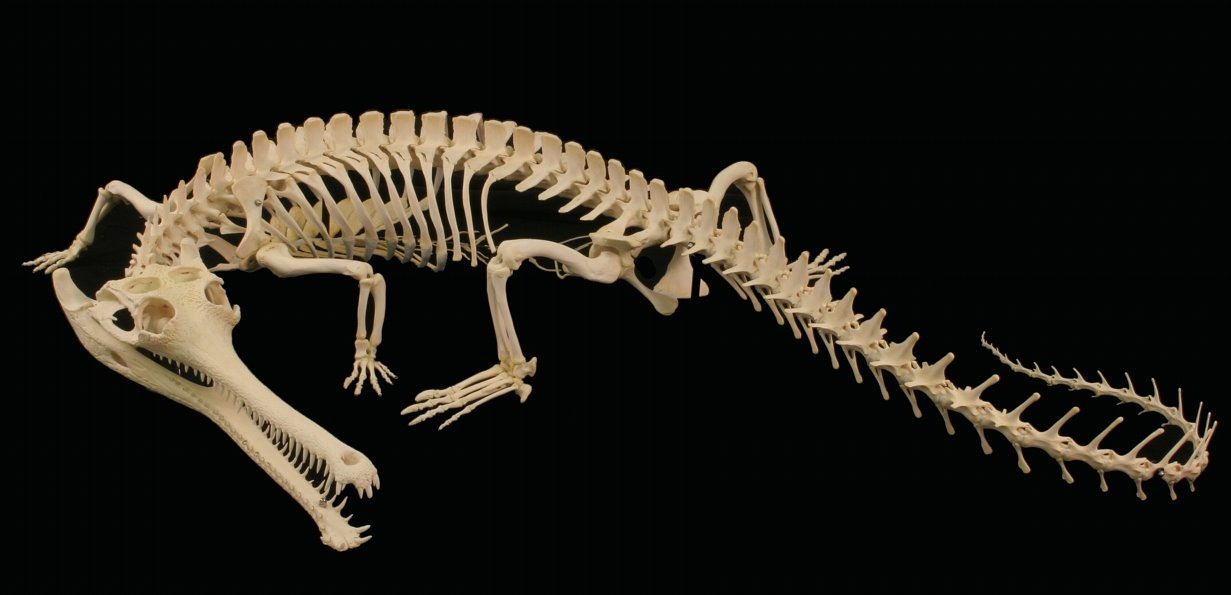
Skelet van een gaviaal.

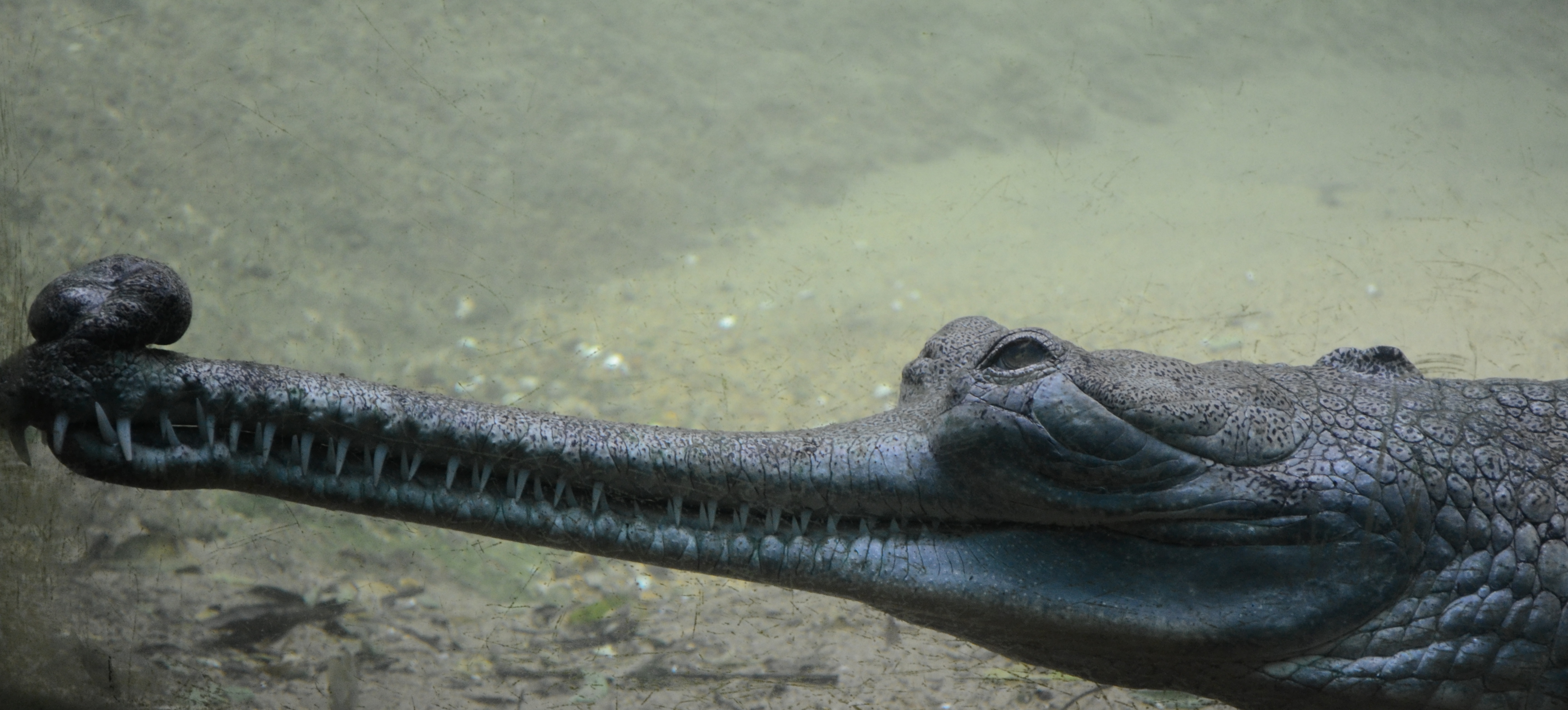
Mannetjes hebben een vergroeiing op de neus.

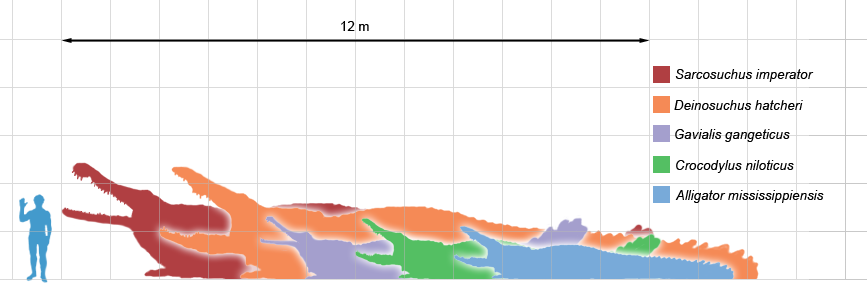
Vergelijking met andere krokodilachtigen.

De gaviaal heeft een langwerpig lichaam met een lange staart en een uitzonderlijk lange snuit. Deze doet enigszins denken aan een snavel en kan zes keer langer worden dan de breedte aan de basis van de snuit.

### Kop
De gaviaal verschilt hiermee sterk van alle andere krokodilachtigen en is direct te herkennen aan de zeer lange, smalle bek die vele kleine tanden bevat. Alleen de onechte gaviaal (Tomistoma schlegelii) heeft een enigszins vergelijkbare schedelbouw maar heeft een bredere snuit. De gaviaal is sterk op het water aangepast en heeft een zijdelings afgeplatte staart, een hoge staartkam, kleine poten en goed ontwikkelde vliezen tussen de tenen van de achterpoten.
De vorm van de snuit verandert gedurende het leven van de gaviaal. Zeer jonge dieren die net uit het ei zijn gekropen hebben een relatief dikke snuit die met de jaren smaller en langer wordt. Bij heel oude gavialen echter wordt de snuit wat breder. De snuit van de gaviaal is uitstekend geschikt om vis te eten, de smalle bek is licht en geeft weinig weerstand in het water als met een zijwaartse beweging een vis wordt gegrepen. De vele tanden zijn aangepast om glibberige prooien als vissen goed vast te houden.
Een gaviaal lijkt niet alleen meer tanden te hebben door de lange bek, maar heeft ook daadwerkelijk het grootste aantal tanden van alle krokodilachtigen. De meeste soorten hebben ongeveer 66 tot 82 tanden in de bek, de gaviaal heeft 106 tot 110 tanden; 5 rijen voortanden (premaxillair) en 23 of 24 rijen tanden (maxillair) in de bovenkaak en 25 of 26 rijen kiezen (mandibulair) in de onderkaak. De eerste en de vierde tand in de onderkaak zijn duidelijk groter dan alle andere tanden, hierdoor heeft de bovenkaak aan weerszijden twee inkepingen waarin de tanden worden geborgen bij een gesloten bek. Alle andere tanden haken precies tussen elkaar als de bek is gesloten.
Op de snuitpunt van een volwassen mannetje is een vergroeiing op de neus te zien, die behoorlijk opvalt en onregelmatig van vorm is. Lange tijd werd gedacht dat dit een onbedoelde vergroeiing of misschien een ziekte was maar na onderzoek blijkt dat het uitsteeksel meerdere doelen dient. Het wordt onder andere gebruikt als seksuele prikkel voor de vrouwtjes en om lage geluiden te produceren die ver dragen onder water, zie ook onder voortplanting.
Naast de lange snuit verschilt de schedel ook wat betreft de openingen; de temporale openingen bijvoorbeeld zijn even groot als de oogkas en zijn rond van vorm. Bij andere krokodillen zijn de openingen kleiner en langwerpig van vorm.

### Lichaam
De gaviaal is een van de grootste moderne krokodilachtigen en bereikt een gemiddelde lichaamslengte van 6,4 meter. De grotere mannetjes kunnen echter meer dan zeven meter lang worden en de kleinere vrouwtjes bereiken een gemiddelde lichaamslengte van ruim vier meter. Mannetjes worden groter dan de wijfjes, en kunnen een lichaamsgewicht van meer dan een ton (1000 kilo) bereiken.
De lichaamskleur is groen of bruin, jongere exemplaren zijn lichtbruin tot olijfgroen van kleur en oudere dieren zijn donkerder tot bijna zwart, jongere exemplaren hebben daarnaast een patroon van zwarte vlekjes en een donkere bandering over het gehele lichaam maar vooral op de staart. Deze kleuren en patronen vervagen naarmate de dieren ouder worden maar ook bij oudere dieren zijn vaak nog dwarsbanden op de rug aanwezig.
Krokodilachtigen zijn vaak te onderscheiden aan de vorm, de positie en het aantal beenplaten in de nek en de platen direct achter de kop. De beenplaten in de nek worden de nuchale platen genoemd en de platen achter de kop de postoccipitale platen. Nuchaal betekent 'nek' en post-occipitaal betekent 'achter het achterhoofd'. De nuchale en postoccipitale platen hebben bij de gaviaal dezelfde vorm als de beenplaten op de rug, en lopen in elkaar over. In totaal heeft de gaviaal 20 of 21 rijen beenplaten aan de bovenzijde, dus inclusief de nuchale en postoccipitale platen. Een dergelijk patroon waarbij de rugplaten en de nekplaten niet op enige afstand liggen maar tegen elkaar aan vindt men verder alleen bij de onechte gaviaal.

### Poten en staart
De achterpoten zijn duidelijk groter dan de voorpoten, de achterpoten zijn daarnaast voorzien van zwemvliezen. Deze vergroten het pootoppervlak waardoor de gaviaal een betere grip heeft op de ondergrond. De poten worden niet direct gebruikt bij het zwemmen, want tijdens het zwemmen worden ze tegen het lichaam gehouden. Ze worden wel gebruikt als 'roer' om te sturen. De poten zijn vrij klein en ze zijn te zwak om het lichaamsgewicht van de gaviaal te dragen op het land. De gaviaal kan zich hierdoor niet ver over land bewegen als bijvoorbeeld een poel uitdroogt, in tegenstelling tot alle andere soorten krokodilachtigen. Het dier kan zich wel op het land hijsen om een zonnebad te nemen of in het geval van vrouwtjes om de eieren af te zetten.
De staart is sterk zijdelings afgeplat en wordt voornamelijk gebruikt bij het zwemmen. De staart wordt dan krachtig heen- en weer bewogen wat voor de voortstuwing zorgt. De basis van de staart is plat, naar achteren toe worden de beenplaten hoger en aan de staartpunt zijn ze sterk gekield. De beenplaten aan de bovenzijde van de staart dragen kleine puntjes, in tegenstelling tot de beenplaten aan de bovenzijde van de rug.

## Voedsel

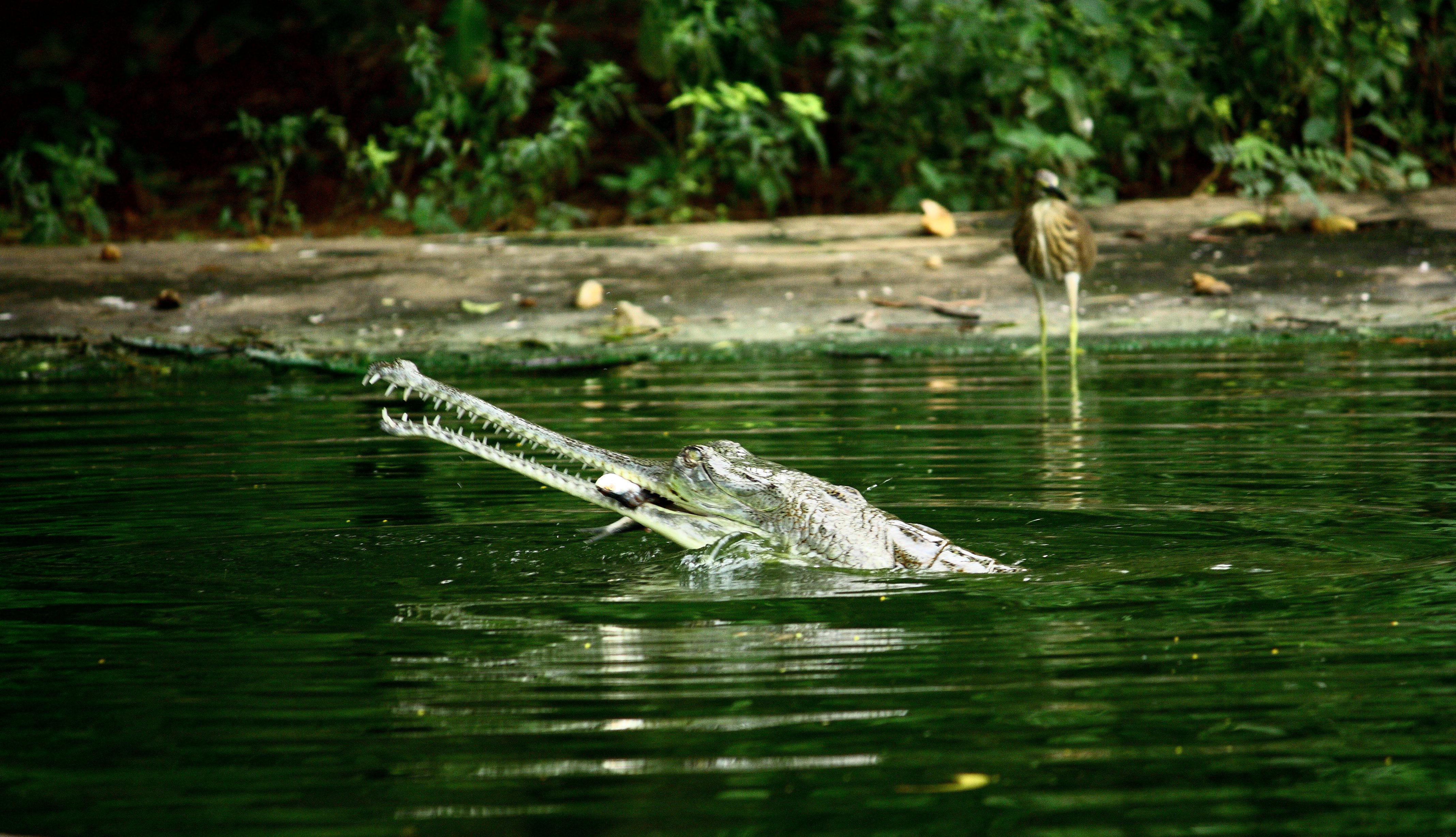
Een etende gaviaal.

Het voedsel bestaat vrijwel uitsluitend uit vissen, waarschijnlijk worden soms kleine zoogdieren en andere gewervelden gegeten. Ook waarnemingen van gavialen die watervogels aten zijn wel bekend. De gaviaal eet uitsluitend prooidieren die in de smalle bek passen en in één keer kunnen worden doorgeslikt. De kaken van de gaviaal zijn absoluut niet geschikt om stukken vlees af te scheuren zoals van andere krokodilachtigen bekend is. Ook kunnen geen grote brokken vlees worden doorgeslikt.
Van andere krokodilachtigen is bekend dat ook schildpadden worden gegeten, de bek van de gaviaal is hiervoor echter ongeschikt. Juveniele dieren leven van kleine ongewervelden zoals insecten die in het water leven of terechtkomen en kleine gewervelde dieren zoals kikkers.
Bij het eten van vissen komt de langwerpige snuit goed van pas, met name de lange, naaldachtige tanden zijn handig bij het eten van vissen omdat ze de slijmerige prooien stevig ankeren. Bij het eten wordt de kop boven water gehouden en opgeheven, zodat minder water binnenkomt. Krokodilachtigen kunnen niet onder water eten omdat bij het slikken ook de ademopening wordt geopend. Hierdoor zouden de longen volstromen met water tijdens het eten. Als een vis eenmaal gegrepen is wordt deze met de bek net zo lang gemanoeuvreerd tot de prooi gemakkelijk kan worden doorgeslikt.
Vroeger werd gedacht dat de gaviaal een mensendoder was omdat voorwerpen als armbanden in de maag werden aangetroffen. Dergelijke voorwerpen werden geofferd aan de goden door ze in de rivier te werpen en tevens werden mensen met sieraden in de rivier afgezonken. De gaviaal eet waarschijnlijk geen lijken maar slikt alleen de op de bodem van de rivier liggende harde voorwerpen in om deze te gebruiken als maagsteen.

## Voortplanting
De gaviaal kent een sterke seksuele dimorfie bij de volwassen exemplaren, de mannetjes hebben een duidelijke knobbel aan de bovenzijde van de kaak aan de neuspunt. De functie hiervan was lange tijd niet bekend, het orgaan dient als secundair geslachtskenmerk. De knobbel begint na het tiende levensjaar van een mannetje te groeien. Van geen enkele andere moderne krokodil is een dergelijk seksueel kenmerk bekend. De gaviaal maakt tijdens de paartijd geluiden in het water door middel van luchtbelletjes die onder water worden uitgeblazen. Zowel de mannetjes als de vrouwtjes produceren een dergelijk akoestisch signaal, maar de mannetjes hebben boven het neusgat de knobbel die bestaat uit verschillende holtes. Doordat de lucht door de holtes wordt geblazen ontstaat een zoemend geluid.
Mannetjes zijn meestal niet agressief tegen elkaar en verdedigen geen territorium. Dit kan een aantal oorzaken hebben; de kaken zijn relatief kwetsbaar en de dieren zouden elkaar gemakkelijk ernstig verwonden bij een gevecht. Daarnaast komt het bij de krokodilachtigen voor dat mannetjes bij een hoge populatiedichtheid minder agressiviteit vertonen en toleranter worden.
Als een mannetje en een vrouwtje in elkaar geïnteresseerd zijn vindt de balts plaats. Hierbij raken de dieren elkaar met de snuiten aan, en zwemmen om elkaar heen. De mannetjes maken regelmatig een zoemend geluid om aan te geven dat ze paringsbereid zijn. Als een vrouwtje gewillig is, steekt ze haar snuit omhoog. Tijdens de paring duiken de dieren onder water, de paring kan tot een half uur duren.
De eieren worden niet in een nesthoop gedeponeerd, zoals bij andere krokodillen het geval is, maar worden begraven in kuilen. De kuilen worden met de van zwemvliezen voorziene achterpoten gegraven op een afstand van 3 tot 5 meter van de waterlijn. Vrouwtjes graven enkele proefholen en het graafsel dat haar het meest naar de zin is wordt verder uitgegraven en als nest gebruikt. De eitjes zijn de grootste van alle krokodilachtigen en kunnen zo'n 160 gram wegen. De eieren hebben een lengte van ongeveer negen centimeter. Het legsel bestaat uit ongeveer 28 tot 43 eieren, die een zachte maar kalkachtige schaal hebben. Het aantal eieren is afhankelijk van de plaats waar ze worden afgezet. Geschikte eiafzetplaatsen zijn kuststreken van eilanden en zandduinen bij rivieren. De gaviaal kiest het liefst steile oevers uit als eiafzetplaats.
De vrouwtjes bewaken hun nest, onder andere gravende zoogdieren en grote hagedissen als varanen hebben een uitstekende reukzin en sporen het nest hiermee op. Onder andere de tot drie meter lange Indische varaan (Varanus salvator) is een geduchte vijand van het nest. Er zijn echter ook dieren die te klein zijn voor het vrouwtje om iets tegen te beginnen. Als mieren de lucht van een krokodillenei waarnemen graven ze een tunneltje naar het nest om de embryo's buit te maken. Hierbij gaat het gehele nest verloren terwijl het onwetende vrouwtje haar nest blijft bewaken. Een vrouwtje dat haar nest bewaakt is agressief tegen alles wat voorbij komt, inclusief mensen. Als alles goed gaat komen de eieren na ongeveer twee tot drie maanden uit waarna de juvenielen zich uitgraven. Ze worden hierbij geholpen door de moeder. De pas uit het ei gekropen juvenielen zijn ongeveer 38 centimeter lang en hebben al direct een lange snuit al is deze relatief korter dan de ouderdieren, de snuitlengte is bij de jonge dieren ongeveer vier centimeter lang. Als de juvenielen bijna zijn ontwikkeld bezoekt het vrouwtje het nest steeds vaker. De juvenielen maken knorrende geluiden bij het uitkomen. De jongen worden niet door de moeder in de bek genomen en naar het water gebracht zoals bij veel andere krokodilachtigen voorkomt. Dit komt door de smalle bek, waardoor er tussen de tanden geen ruimte is. De gaviaal kent echter wel een vorm van broedzorg, waarbij de juvenielen enige tijd door hun moeder worden beschermd tegen vijanden.
De jongen verspreiden zich tijdens de moesson, de regentijd. Jongere dieren komen vaak aan land om te zonnen, ze vallen ten prooi aan uiteenlopende dieren zoals vogels, zoogdieren en andere reptielen zoals varanen. De vrouwtjes zijn na ongeveer zeven jaar volwassen bij een lengte van ongeveer 2,5 meter. Mannetjes doen er veel langer over en worden na 15 tot 18 jaar geslachtsrijp bij een lengte van ongeveer vier meter.

## Verspreiding en habitat

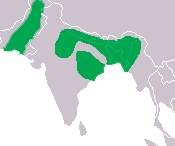
Verspreidingsgebied in het groen.

De gaviaal komt voor in delen van zuidelijk Azië en leeft in de landen Bangladesh, Bhutan, Myanmar, India, Nepal en Pakistan. Meer dan 90% van alle exemplaren is te vinden in India, hierbuiten is de gaviaal uitzonderlijk zeldzaam en is in delen van het verspreidingsgebied waarschijnlijk uitgestorven. Een groot deel van alle populaties van de gaviaal is te vinden in het reservaat National Chambal Sanctuary in noordelijk India. De totale lengte aan rivieren in dit gebied is bijna 600 kilometer. De gaviaal heeft in grote delen van het areaal sterk versnipperde populaties. De gaviaal komt voor in riviersystemen zoals Irrawaddy (Birma) en Kaladan (Birma), Bhima (India), Kaladan (India) Mahanadi (India), Ganges (India) en Brahmaputra (India en Bangladesh).
De habitat bestaat uit permanent met water gevulde meren en rivieren. Ook in door de mens aangepaste streken zoals wateropslagplaatsen kan de gaviaal worden gevonden. De soort is aangetroffen van zeeniveau tot op een hoogte van ongeveer 750 meter boven zeeniveau.
De gaviaal is een sterk aan water gebonden krokodil, die zelden het land betreedt. Alleen om te zonnen en om de eieren af te zetten komen de dieren aan land. Juveniele dieren kunnen enige afstand op het land afleggen maar volwassen dieren hebben veel moeite om zich over land te verplaatsen vanwege de zwakke poten. Voor de afzet van de eieren zijn zanderige duinen of steile oevers onontbeerlijk.

## Relatie met de mens

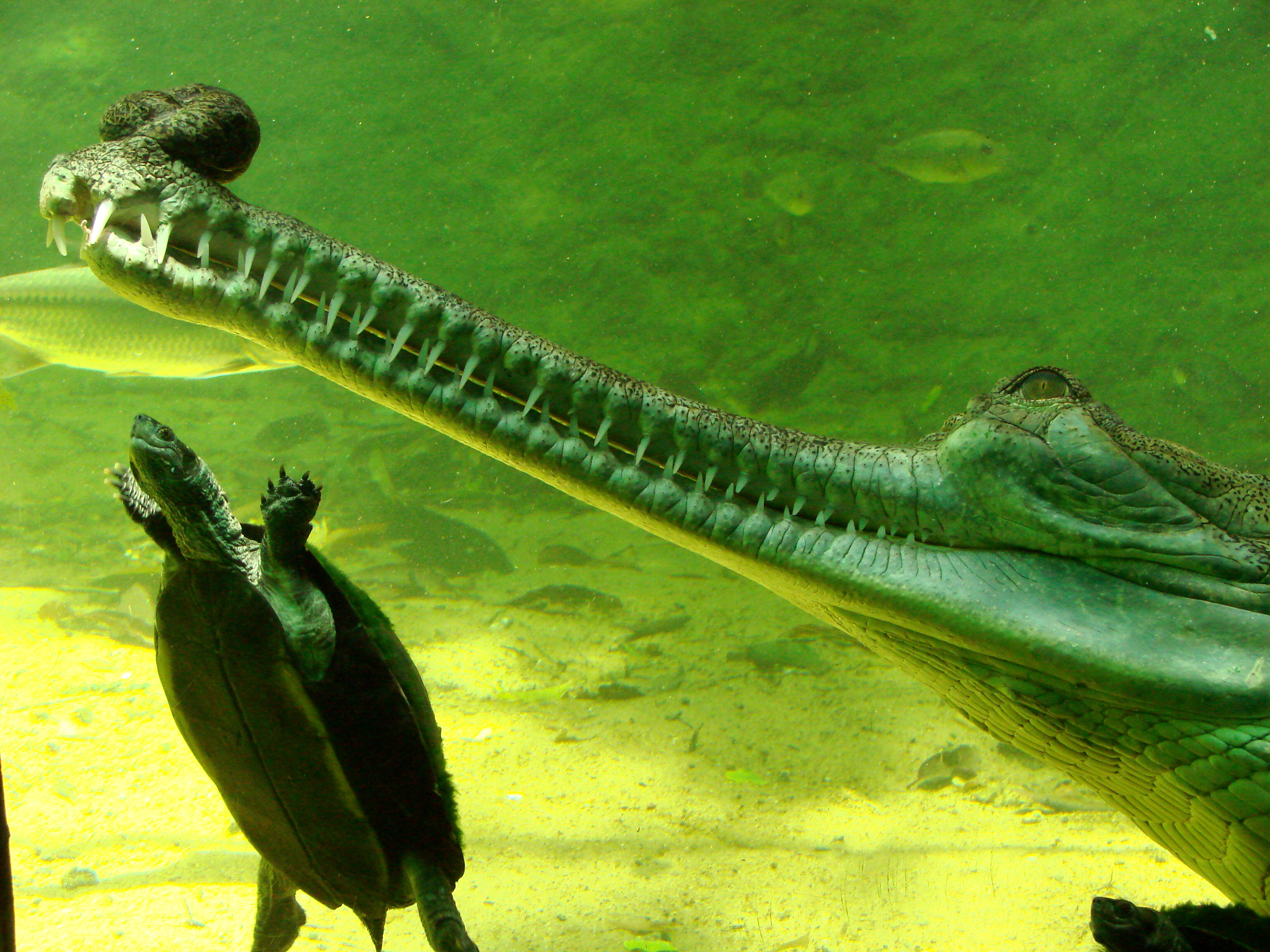
Gavialen kunnen in dierentuinen samen met schildpadden worden gehouden, andere krokodilachtigen hebben schildpadden op het menu staan.

De gaviaal is een van de grootste soorten krokodilachtigen en ondanks de vervaarlijk uitziende kaken vormt de gaviaal geen gevaar voor de mens. Bij bedreiging bijt een gaviaal zelden, maar een kaakslag kan door de uit-stekende tanden diepe wonden veroorzaken. Lange tijd werd echter gedacht dat ze mensen levend en met huid en haar verslonden, omdat er menselijke voorwerpen in de maag werden aangetroffen, zoals kettingen, ringen en kralen.
In een deel van het verspreidingsgebied wordt de gaviaal beschouwd als een heilig dier, een vertegenwoordiger van de Hindugod Vishnu, de schepper van het water. De dieren worden soms bij tempels gehouden waar ze gevoerd worden met vlees. De Hindoes jagen niet op de krokodillen, maar door de kolonisten wordt de gaviaal al sinds lange tijd bejaagd om de sport, ook zijn de dieren massaal afgeslacht voor de huid. Het uitgroeisel op de neus van de mannetjes is in delen van Azië gewild als afrodisiacum, men dicht potentieverhogende eigenschappen toe aan het orgaan. In sommige delen van het verspreidingsgebied werden de mannetjes hierdoor veel sterker bejaagd dan de vrouwtjes zodat er een zeer scheve geslachtsverhouding ontstond. Ook de eitjes worden gewaardeerd door de mens als delicatesse. De gaviaal produceert de grootste eieren van alle moderne krokodilachtigen waardoor de nesten op grote schaal worden opgegraven.
Omdat de gaviaal in een relatief klein gebied leeft, kunnen lokale veranderingen grote gevolgen hebben voor de dieren. De constructie van een dam in de Ramgangarivier bijvoorbeeld had een negatieve invloed op de populaties. Gavialen hebben een sterke voorkeur voor snelstromend water maar door de bouw van de dam verdween de waterstroming. Achter de dam steeg het waterpeil drastisch, zodat grote delen van de eierafzetplaatsen van de gaviaal werden vernietigd.
Vanwege de voorkeur voor vis werden gavialen lange tijd gezien als concurrentie van de lokale vissers. Exemplaren die in de netten terechtkwamen werden daarom gedood. Het bleek echter dat bij een kleiner aantal gavialen ook de visstand achteruit ging. Dit komt doordat de gaviaal meestal wat grotere roofvissen eet, die op hun beurt weer van kleinere vissen leven. Door het deels wegvallen van de natuurlijke vijanden van dergelijke roofvissen nam het bestand toe en werden meer kleinere vissen gegeten. Ook van andere soorten krokodilachtigen is dit verschijnsel bekend.
Halverwege de jaren 70 werd het aantal gavialen in India geschat op ongeveer 250 en het totale aantal wereldwijd in het wild levende exemplaren op nog geen 500. Om de gaviaal voor uitsterven te behoeden zijn al veel pogingen ondernomen om de dieren op te kweken. Dit geschiedt door de nesten op te sporen en de eieren op te graven. Deze worden vervolgens uitgebroed in een kwekerij waarna de jongen worden grootgebracht. Een gaviaal met een lengte van meer dan twee meter heeft geen natuurlijke vijanden meer. Door het in gevangenschap grootbrengen van de dieren zijn er al duizenden exemplaren uitgezet in het wild en de populatiegrootte van de gaviaal in India wordt tegenwoordig geschat op ongeveer 2500 dieren. Buiten India is de soort echter zeer zeldzaam, in de overige landen waar de soort voorkomt, Bangladesh, Bhutan, Myanmar Nepal en Pakistan, zijn tegenwoordig minder dan 200 exemplaren in het wild. De beschermingsstatus van de gaviaal werd lange tijd beschouwd als bedreigd (EN, Endangered). In 2007 werd door de internationale natuurbeschermingsorganisatie IUCN is de beschermingsstatus 'ernstig bedreigd' toegewezen (Critically Endangered of CR).

## Trivia
In het Vlaamse quiz-milieu heeft een gangesgaviaal een overdrachtelijke betekenis gekregen. Er doet zich immers een fenomeen voor dat bepaalde niet voor de hand liggende vragen gedurende een periode gretig overgenomen worden, waardoor mensen die vaak aan quizzen deelnemen de vraag op den duur als triviaal ervaren, terwijl ze op zich geen parate kennis is. Dit fenomeen werd voor het eerst benoemd toen het zich voordeed met de Gangesgaviaal, die aldus zijn naam aan een dergelijke vraag heeft verleend.